# Angolai kolobusz
Az angolai kolobusz (Colobus angolensis) a cerkóffélék családjába tartozó, Közép-Afrikában honos majomfaj.

## Megjelenése

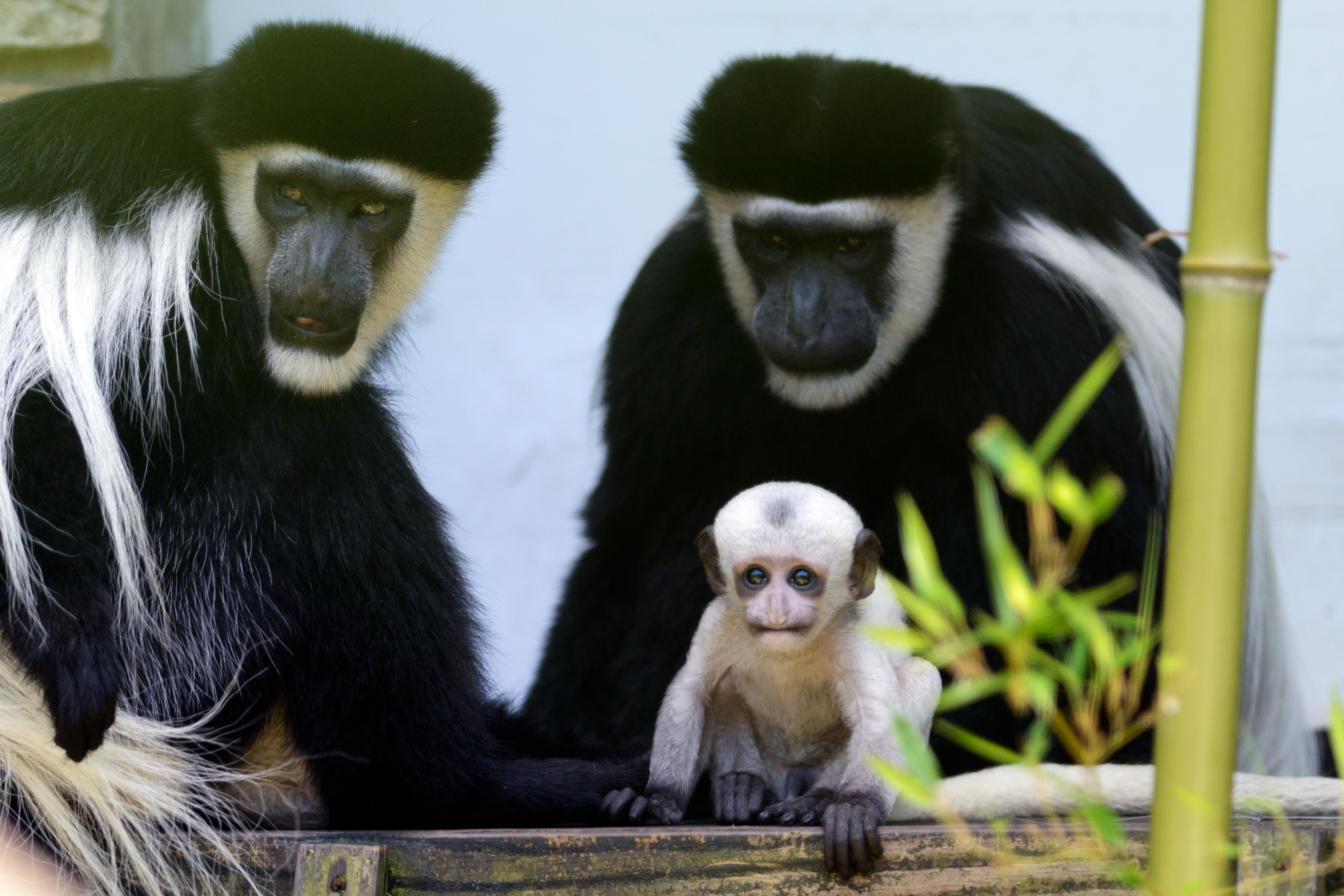
Kolobuszcsalád

Az angolai kolobusz közepes méretű majomfaj, testhossza 49–68 cm közötti, amihez még 70–83 mm-es farka is hozzájárul. Testsúlya 6-11,4 kg közötti, átlagosan 8,9 kg. A hímek kissé nagyobbak a nőstényeknél. Testüket hosszú, selymes, fekete bunda fedi, de csupasz arcuk körül, a homlokon, pofákon, torkon hosszú fehér szőr nő. Hasonlóképpen, a vállukon is egészen hosszúra növő, fehér, váll-lapszerű szőrzet található. Farkuk felső fele fekete, az alsó fehér. A többi kolobuszhoz hasonlóan testalkatuk karcsú, hüvelykujjuk egészen megrövidült, ülepükön a bőr szarusan megvastagodott és gyomruk rekeszekből áll a levelek cellulóztartalmának megemésztéséhez. A kölykök teljesen fehéren jönnek napvilágra és kb. három hónaposan kezdenek megfeketedni.
Alfajai:
- Colobus angolensis ssp. angolensis Angolától észak felé a Kongó nagy kanyarulatáig
- Colobus angolensis ssp. cordieri a Lualaba folyó és a Kivu-tó között
- Colobus angolensis ssp. cottoni a Kongótól északkeletre az Albert-tóig
- Colobus angolensis ssp. palliatus Délkelet-Kenya és Kelet-Tanzánia
- Colobus angolensis ssp. prigoginei Kabobo-hegy (Kongói Demokratikus Köztársaság)
- Colobus angolensis ssp. ruwenzorii Rwenzori-hegység
- leíratlan alfaj Nyugat-Tanzánia Mahale-hegységében

## Elterjedése
Közép-afrikai faj, Észak-Angolától kb. a Kongó folyóig, kelet felé pedig Kenya és Tanzánia tengerparti hegységeiig terjed élettere. Kenyában 2400 méteres magasságban is megfigyelték.
Erdei állat, megtalálható galéria-, hegyi, síkvidéki és bambuszerdőkben, szavannákon, mocsarakban is. 

## Életmódja

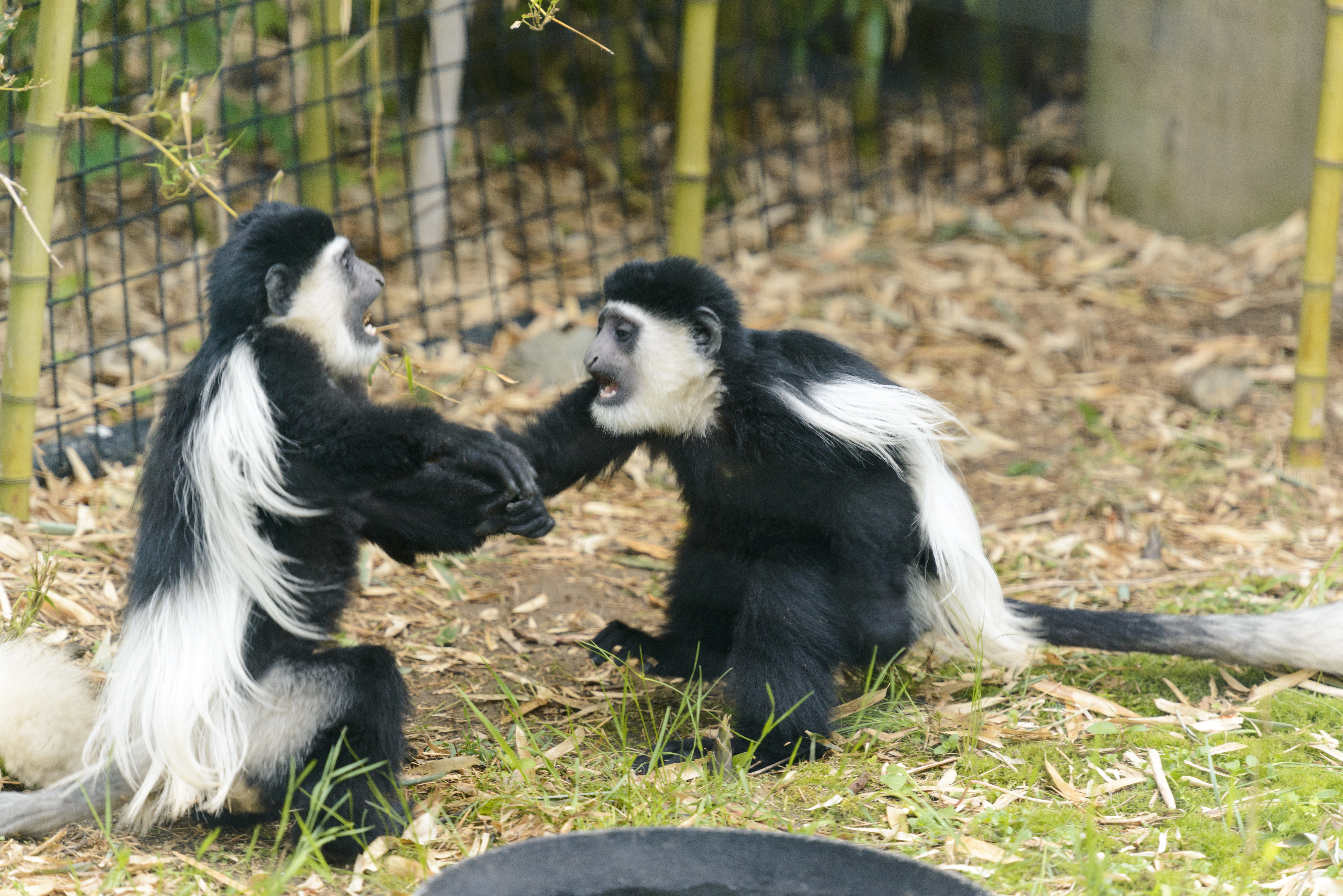
Birkózó fiatalok

Az angolai kolobusz a fák lombkoronájában él, bár néha lemerészkedik a földre, különösen a patakok mellett. Nappal aktív. Maximum 25 fős csoportokban él, de ideiglenesen akár 300 majom is összeverődhet. Szociális életének alapját az egy hímből, 2-6 nőstényből és kölykeikből álló család képezi. Az ivaréretté váló fiatal hímeket a domináns hím elüldözi. Ha veszély közelít a hím ugrálva és huhogva próbálja a ragadozót elijeszteni, míg a többiek elmenekülnek. A csapatok egy viszonylag kis territóriumot védelmeznek, reggelente hangos huhogással adják a környező csoportok tudtára, hogy a terület már foglalt.
Elsősorban levelekkel táplálkoznak, de megeszik a fiatal hajtásokat, kérget, virágokat, rügyeket, gyümölcsöket és néha rovarokat is. Megfigyelték, hogy megeszik a földet a termeszbolyokból. Többnyire reggel és este táplálkoznak, naponta 2–3 kg levelet és egyéb növényi táplálékot fogyasztanak el.
Az angolai kolobuszra a nagy ragadozó madarak, leopárdok és az ember vadászik.

### Szaporodása
Az angolai kolobuszra a többnejűség a jellemző, a domináns hím több nősténnyel párzik. Más csoportokból elüldözött fiatal hímek időnként megpróbálják elkergetni a csoport idősebb hímjét. A nagyobb csoportokban több hím is van, de valamennyinek megvan a 2-6 nőstényből álló családja. A vemhesség 147-178 napig tart és ezután egyetlen (ritkán két) utód születik. A nőstény 15 hónaposan választja el a kölykeit. A nőstények két, a hímek négyévesen lesznek ivarérettek.
A vadonban kb. 20, fogságban 30 évig élnek. 

## Környezetvédelmi helyzete
A fő alfaj, a C.a. angolensis a Természetvédelmi Világszövetség Vörös listáján nem fenyegetett státusszal szerepel. A cordieri alfaj státusza mérsékelten fenyegetett, a ruwenzorii sebezhető, a csak egy helyről ismert prigoginei  pedig veszélyeztetett. A fajt főleg az erőirtás, a mezőgazdasági területek terjedése és a vadászat fenyegeti.  